# سنا (مجارستان)
سِنا (به مجاری:  Szenna) یک منطقهٔ مسکونی در مجارستان است که در ناحیه کاپوشوار واقع شده‌است. سن ۲۶٫۹۸ کیلومتر مربع مساحت و ۷۶۰ نفر جمعیت دارد.